# Sericochroa torresi
Sericochroa torresi är en fjärilsart som beskrevs av Paul Dognin 1889. Sericochroa torresi ingår i släktet Sericochroa och familjen tandspinnare. Inga underarter finns listade i Catalogue of Life.